# De Nieuwenburgt
De Nieuwenburgt is een biologische veehouderij met boerderijwinkel in het Nederlandse dorp Spankeren in de Gelderse gemeente Rheden. Het bedrijf draagt met extensieve veeteelt bij aan het in stand houden van het landschap, beschermd natuurgebied in de IJsselvallei. Het is een voorbeeld van een kleinschalig, extensief veehouderijbedrijf met een afzet op basis van goed netwerken in de directe omgeving en won om die reden in 2021 het Deltaplan Veehouderij Award.

## Locatie
De Nieuwenburgt ligt aan de Kappersweg en is gehuisvest in een boerderij die tot 2017 Nooitgedacht heette. De boerderij ligt in beschermd natuurgebied in de IJsselvallei, gesitueerd op een kleine anderhalve kilometer van het Natura 2000-gebied Rijntakken.

## Beschrijving
De Nieuwenburgt heeft een moderne ligboxenstal en houdt 65 jersey-koeien, 30 stuks jongvee en 60 stieren voor vleesproductie. Ze grazen op niet intensief beheerde gronden van Landgoed De Geldersche Toren en van Natuurmonumenten. Dit bevordert de instandhouding van de biodiversiteit aldaar. Er wordt in totaal 135 hectare land gepacht. Verder zijn er schapen en 1,5 hectare boomgaard.

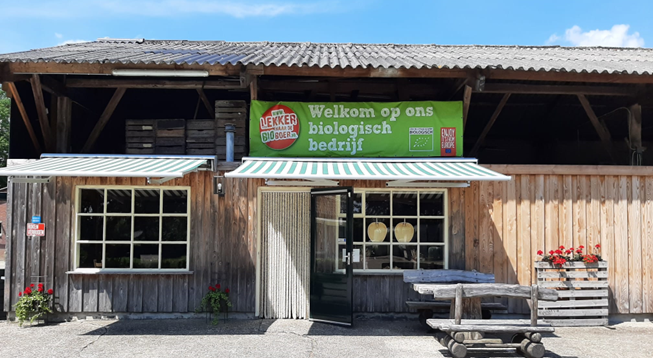
Boerderijwinkel in een van de bijgebouwen

Vlees, melkproducten en agrarische producten van derden worden afgezet via een boerderijwinkel, een webshop en geleverd aan regionale zorginstellingen, met name Philadelphia. In 2021 won De Nieuwenburgt hiermee de grote prijs van het Deltaplan Veehouderij. De vakjury beoordeelde het als een inspirerend voorbeeld van het bouwen van een kleinschalig, extensief veehouderijbedrijf inclusief afzet op basis van goed netwerken in de directe omgeving.
De zoon des huizes ontwikkelde ‘Smakelijk uit de streek’, een webshopconcept om lokale ondernemers te helpen, de voedselketen te verkleinen en het mogelijk te maken om boodschappen via een enkel adres bij meerdere lokale ambachtelijke leveranciers tegelijk te bestellen. Met dit initiatief werd in 2021 een Global Goal Award gewonnen, omdat het aan vijf van de duurzameontwikkelingsdoelstellingen zou bijdragen. Het concept is anno 2023 geïntegreerd in de webshop van De Nieuwenburgt.

## Geschiedenis
Het gebied waarin de Nieuwenburgt zich bevindt, behoorde begin 19e eeuw nog tot de Marke van Dieren, Spankeren en Soeren, markegrond dat bestond uit woeste land als heide, veen, schraal grasland, met plaatselijk hakhout en bomen. Dit land werd geleidelijk aan verkocht en werden er ontginningsboerderijen gebouwd. Zo werd in de eerste helft van de 19e eeuw op het huidige adres Nooitgedagt gebouwd. De naam werd reeds in 1832 op de kadastrale kaart vermeld. Nooitgedagt maakte toen deel uit van het Landgoed De Geldersche Toren en zou dat tot diep in de 20e eeuw blijven. Rond 1980 werd de boerderij ingrijpend verbouwd. Het is onbekend wat sinds deze verbouwing van het oorspronkelijke gebouw bewaard is gebleven.
In 2015 vestigde familie Nieuwenburgt-Wezendonk zich in het pand en werd er een jaar later het biologisch melkveebedrijf De Nieuwenburgt begonnen. In die periode werkten de gemeente Rheden en buurgemeente Brummen aan proefprojecten om het landschap te verbeteren. Omdat erin de omgeving nagenoeg geen melkveehouderij meer was paste het initiatief 'De Nieuwenburgt' in het gemeentelijke beleid dat kleinschalige landbouw mogelijk maakte om het landschap in stand te houden.

## Varia
De boerderij van De Nieuwenburgt, hoewel zelf geen monument, was in 2017 en 2021 met diverse boerderijen in de nabije omgeving opgenomen in de fietsroute van de Open Monumentendag.